# Julian Gollop
Julian Gollop es un programador de videojuegos fundador de Mythos Games y Codo Technologies, dos empresas desarrolladoras de videojuegos. Es especialmente célebre por la serie de juegos de estrategia Laser Squad (que ha liberado en dominio público) y X-COM, desarrollada junto con su hermano Nick.
Lleva más de treinta años desarrollando videojuegos, desde los primeros ordenadores domésticos de 8 bits (su primer juego fue programado en un Acorn BBC B) a los compatible IBM PC de 32 bits actuales.

## Juegos
- Phoenix Point (En desarrollo)
- Chaos Reborn (2015)

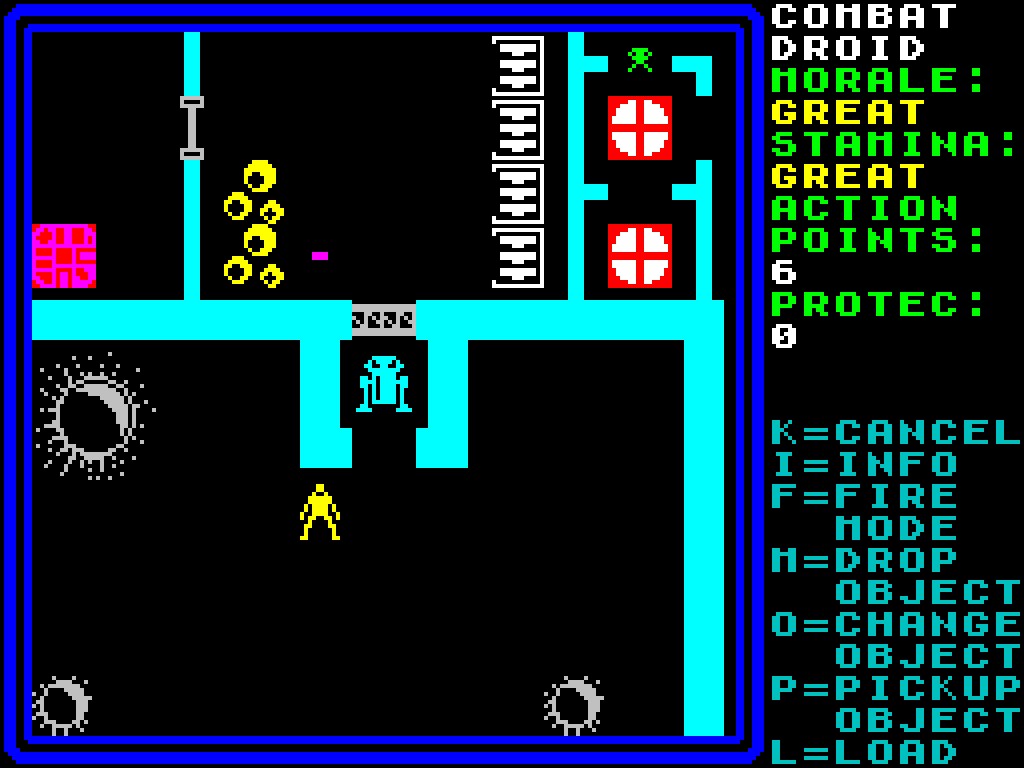
Rebelstar para ZX Spectrum.

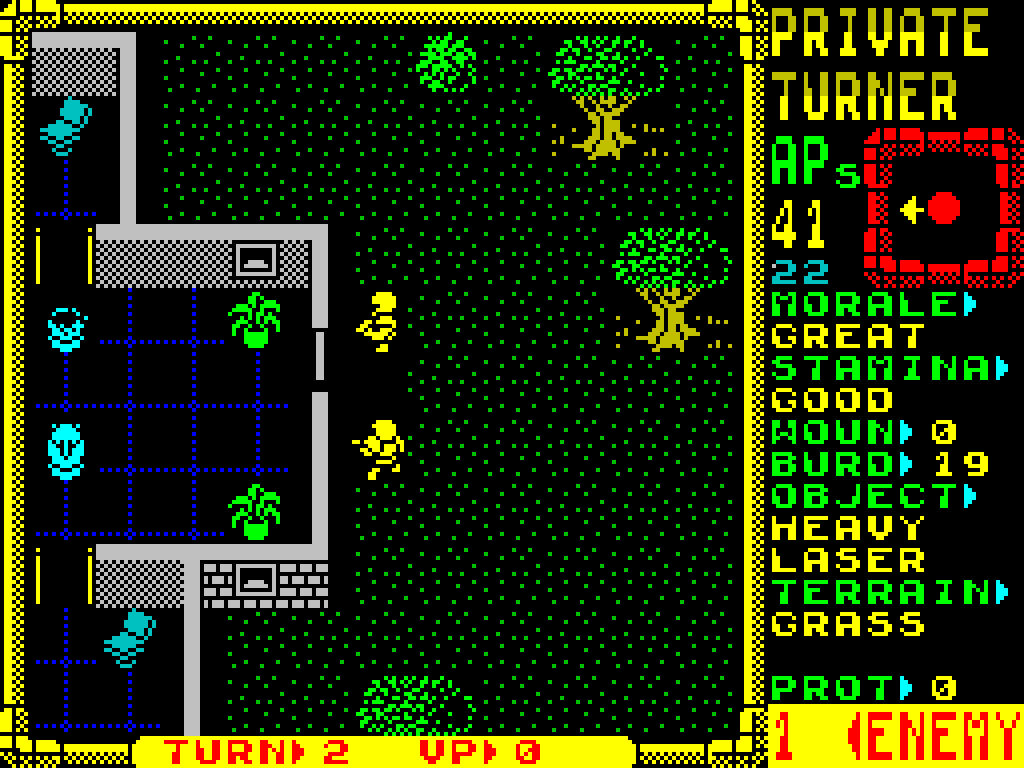
Laser Squad para ZX Spectrum.

- Tom Clancy's Ghost Recon: Shadow Wars (2011)
- Rebelstar: Tactical Command (2005)
- Laser Squad Nemesis (2002)
- Magic And Mayhem (1998)
- X-COM: Apocalypse (1997)
- UFO: Enemy Unknown/X-COM: UFO Defense (1994)
- Lords of Chaos (1990)
- Laser Squad (1988)
- Rebelstar II (1988)
- Rebelstar (1986)
- Chaos (1985)
- Rebelstar Raiders (1984)
- Nebula (1984)
- Islandia (1983)
- Time Lords (1983)